# 109 (szám)
A 109 (százkilenc) a 108 és 110 között található természetes szám, a 107 ikerprím párja.
A 109 egy középpontos háromszögszám. Pillai-prím.
Második típusú köbös prím.

## Egyéb használatai
- A periódusos rendszer 109. eleme a meitnérium.
- Rádiózásban Magyarország nemzetközi hívójele.[2]